# Мартелли, Аугусто
Аугусто Мартелли (итал. Augusto Martelli; 15 марта 1940, Генуя — 3 ноября 2014, Милан) — итальянский композитор, дирижер, аранжировщик, телеведущий.

## Биография
Родился в Генуе, в семье дирижера и композитора Джордано Бруно Мартелли. Известность пришла к нему с выходом фильма «Змеиный бог», для которого он написал заглавную тему «Djamballà», достигшую первого места в итальянском сингловом чарте. Известен также своим сотрудничеством с певицей Миной. Работал дирижёром на телевидении, в частности на телеканале RAI, с конца семидесятых также стал телеведущим, главным образом на телеканале Canale 5. Создал больше количество музыкальных тем для Fininvest.